# William Rufus King
William Rufus DeVane King (Sampson County (North Carolina), 7 april 1786 - Selma (Alabama), 18 april 1853) was een Amerikaans politicus van de Democratische Partij. Hij was de vicepresident van de Verenigde Staten in 1853.
Na zijn rechtenstudie oefende King kort het beroep van advocaat uit. Tussen 1811 en 1816 diende hij als lid van het Huis van Afgevaardigden om vervolgens enige diplomatieke posten in het buitenland te aanvaarden. In 1819 werd King verkozen in de Senaat als vertegenwoordiger van Alabama. Tussen 1836 en 1841 was hij tevens de president pro tempore van de Senaat. Na een onderbreking van vier jaar diende hij tussen 1848 en 1853 wederom in de Senaat waarvan 2 jaar als president pro tempore. King, zelf een slavenhouder, streed in de Senaat tegen afschaffing van de slavenhandel in het District of Columbia en hij stelde dat de grondwet de slavernij toestond. King was echter niet voor eventuele afscheiding van de zuidelijke staten van de Unie.
King werd als running mate van Franklin Pierce bij de presidentsverkiezingen van 1852 verkozen als vicepresident. Hij verbleef vanwege zijn slechte gezondheidstoestand ten tijde van zijn inauguratie op Cuba. Slechts 45 dagen nadat hij het op een na hoogste ambt van het land had aanvaard kwam King te overlijden. Hij werd 67 jaar oud.